# Melancro
Melancro (in greco antico: Μέλαγχρος?, Mélanchros; ... – Mitilene, 612 a.C.) è stato un politico greco antico, il primo tiranno di Mitilene, città dell'isola di Lesbo, di cui abbiamo notizia, ed esponente della famiglia dei Cleanattidi.. Di lui si sa che in vita il poeta Alceo e la sua famiglia gli furono ostili, tanto che, nel 612 a.C., due fratelli del poeta insieme al sapiente Pittaco di Mitilene congiurarono contro di lui e lo uccisero. Sempre Alceo però, dopo la morte del tiranno, ne pianse la scomparsa, ritenendolo addirittura degno di onori e biasimando la democrazia.
(Alceo, fr. 47, reperibile in Greek lyric poetry, vol.I)